# アマデオ・ロルダン
アマデオ・ロルダン（Amadeo Roldán, 1900年6月12日  - 1939年3月7日）は、キューバの作曲家、ヴァイオリン奏者。

## 人物
キューバ人の両親のもとパリで生まれる。マドリード音楽院で音楽理論とヴァイオリンを学び、1916年に卒業した。その後キューバに移り、1920年代中ごろにはハバナ管弦楽団のコンサートマスターを務め、1932年には指揮者となった。またハバナ弦楽四重奏団も創設している。この時期のロルダンはアフロ・キューバン運動の指導者の１人で、最初の交響的作品にアフロ・キューバンの打楽器を取り入れている。
作品はヘンリー・カウエルが設立したパン・アメリカン作曲家協会の演奏会で定期的に取り上げられた。

## 作品
1930年のリトミカ第5番と第6番は、打楽器だけのために書かれた最初の西洋クラシック音楽であろう。
最も知られている作品は1928年のバレエ「レバンベランバ」である。豊かな色彩でアフリカ系キューバ人の祭礼を描いたこの作品は当時から高い評価を受けていた。